# Chinland Defense Force

Fahne der Chinland Defense Force

Die Chinland Defense Force (CDF) ist eine bewaffnete ethnische Organisation (englisch Ethnical Armed Organisation, EAO) in Myanmar, dem ehemaligen Burma. Die CDF wurde am 4. April 2021 gegründet und setzt sich mehrheitlich aus Mitgliedern der Chin-Minderheit zusammen. Auslöser der Gründung war die Machtübernahme der Zentralregierung des Landes durch das Militär am 1. Februar 2021. Die CDF arbeitet mit der Exilregierung der National Unity Government (NUG) und deren Verteidigungseinheiten, den People’s Defence Forces (PDF) zusammen. Ziel der CDF ist die Entmachtung des State Administration Councils (SAC) des Militärs. Im Gegensatz zu anderen EAOs beansprucht die CFD kein Einflussgebiet für sich, sondern will sich nach einer gelungenen Revolution gegen das Militär wieder auflösen. Die Stärke der CDF wird auf 15.000 Mannschaften geschätzt.